# Lou (surnom et prénom)
Pour les articles homonymes, voir Lou.
Cette page présente le surnom Lou ainsi que ses variantes.
Cette page présente le prénom Lou ainsi que ses variantes.
Lou est un surnom et  prénom épicène, c'est-à-dire féminin et masculin.

## Étymologie
Lou est un surnom et prénom dont l'origine est un diminutif de plusieurs prénoms, et cela dans des langues différentes : 
- En français, diminutif de Louise, Louis.
- En anglais, diminutif de Lewis.

Il existe de nombreux prénoms approchants et variantes :  Aloysus, Aloïs, Clovis, Clovisse, Lew, Lewie, Lewis, Lloyd, Lluis, Lodovico, Loeiz, Loezic, Lohézic, Lotz, Louie, Louiset, Louison, Ludovic, Ludovico, Ludvig, Ludwig, Ludwik, Luigi, Luigino, Luis, Luiz, Viki, Wigg. 
En tant que prénom masculin, Lou est fêté le 25 août comme Louis, et en tant que prénom féminin le 15 mars comme Louise.

## Variantes et prénoms composés
Il semble y avoir de nombreuses variantes et prénoms composés, dont l'occurrence varie fortement en France.
- Leelou (occurrence relativement faible en France : supérieure à 100 par an au début des années 2000)
- Leeloo (occurrence relativement faible en France : supérieure à 50 par an au début des années 2000)
- Lilou (occurrence significative en France : supérieure à 2000 par an au début des années 2000)
- Lylou (occurrence relativement faible en France : supérieure à 100 par an au début des années 2000)
- Marilou (occurrence relativement faible en France : supérieure à 200 par an au début des années 2000)
- Lou-Ann, Lou-Anne et Lou-Anna (occurrence significative en France : supérieure à 1200 par an au début des années 2000)

## Prénom de personnes célèbres
Plusieurs personnalités ou célébrités de différentes nationalités portent « Lou » comme prénom ou surnom, 
- Lou Andreas-Salomé - Femme de lettres, amie de Nietzsche, Rilke, Rodin, Freud…
- Lou Bega - David Lubega (plus connu sous le nom de Lou Bega), chanteur italo-allemand né à Munich en 1975,
- Louise de Coligny-Châtillon, dite Lou - Dédicataire des Poèmes à Lou de Guillaume Apollinaire,
- Lou Doillon - Chanteuse, actrice et mannequin française, née en 1982 à Paris,
- Lou Ferrigno - Culturiste et acteur américain né en 1951,
- Lou Jeanmonnot - Biathlète française né en 1998,
- Lou Reed - Chanteur américain né en 1942,
- Lou Taylor Pucci- Acteur américain, né en 1985 à Seaside Heights, dans le New Jersey (États-Unis),
- Lou Lubie - Femme de lettres et illustratrice française travaillant sur la création collective.

## Fréquence
En France : 
- Le prénom féminin a été donné pour la première fois en 1979, et a connu une très forte et constante croissance de son occurrence depuis cette date. Fin 2000, 4860 français nés en France portaient ce prénom. Par ailleurs, Lou est le 541e prénom le plus attribué du siècle. Il se positionne en 80e position pour l'année 2000. De tout le XXe siècle, l'année record est 2000, avec 854 filles qui ont reçu ce prénom. Son occurrence dépasse les 2000 par an en 2004.

- Le prénom masculin est beaucoup moins courant ; il a été donné pour la première fois en 1980 et a connu une constante et relative croissance de son occurrence depuis cette date. Fin de l'année 2000, 694 français nés en France portaient ce prénom. Par ailleurs, Lou est le 1142e prénom le plus attribué du siècle. Il se positionne en 385e position pour l'année 2000. De tout le XXe siècle, l'année record est 2000, avec 103 garçons qui ont reçu ce prénom. Son occurrence dépasse les 120 en 2003.

Aux États-Unis, il est relativement peu usité comme prénom, mais très populaire comme surnom.